# Václav Pichl
Václav Pichl (Pichel), także Venceslaus lub Wenzel (ur. 25 września 1741 w Bechyně, zm. 23 stycznia 1805 w Wiedniu) – czeski kompozytor i skrzypek.

## Życiorys
Uczył się początkowo muzyki w Bechyně u miejscowego kantora Jana Pokornego, następnie pobierał lekcje kontrapunktu u Josefa Segera w Pradze, gdzie studiował również teologię, prawo i filozofię na Uniwersytecie Praskim. W 1762 roku został organistą kościoła NMP przed Tynem. W 1765 roku wyjechał na Węgry, gdzie Karl Ditters von Dittersdorf dokooptował go jako skrzypka i wicekapelmistrza w kapeli dworskiej biskupa Adama von Patachicha w Nagyvárad. W latach 1769–1770 działał jako skrzypek w Pradze, następnie przeniósł się do Wiednia, gdzie został pierwszym skrzypkiem Hoftheater. Od 1777 do 1796 roku przebywał w Mediolanie jako kapelmistrz i kompozytor na dworze arcyksięcia Ferdynanda Karola Józefa d’Este. W 1796 roku powrócił do Wiednia.

## Twórczość
Jego twórczość należy do okresu między wczesną a dojrzałą fazą klasycyzmu. Jego symfonie mają budowę 3- lub 4-częściową, niekiedy poprzedzone są wolnym wstępem. W formie sonatowej wprowadzał kontrast między pierwszymi, energetycznymi i drugimi, śpiewnymi tematami. Jego spuścizna obejmuje około 900 utworów. Skomponował m.in. 13 oper, ponad 30 mszy, ponad 90 symfonii i symfonii koncertujących, ponad 30 koncertów, około 20 serenad, liczne utwory kameralne.